# Gustave Trouvé
Pour les articles homonymes, voir Trouvé.
Gustave Pierre Trouvé, né le 2 janvier 1839 à La Haye-Descartes (Indre-et-Loire) et mort le 27 juillet 1902 à Paris, est un ingénieur électricien et inventeur français du XIXe siècle.

## Biographie

### Jeunesse et formation
Gustave Trouvé est né dans une famille de petite bourgeoisie, son père, Jacques Trouvé, étant marchand de bétail. En 1850, il commence ses études au collège de Chinon. Il apprend aussi le métier de serrurier, puis entre en 1854-1855 à l'École des Arts et Métiers d'Angers. Ses études étant restées incomplètes à cause d'une mauvaise santé, il quitte la Touraine pour Paris où il obtient un emploi chez un horloger.

### Premières inventions
À partir de 1865, Gustave Trouvé met en place un atelier dans le centre de Paris, où il brevette de nombreuses applications très diverses dans le domaine de l'électricité, inventions décrites régulièrement par les magazines de vulgarisation scientifique de l'époque telles que La Nature. Pour alimenter ses automates électriques miniatures, il invente une batterie de poche carbone-zinc qui devient rapidement très populaire. Une batterie similaire a été inventée et largement commercialisée par Georges Leclanché.

### Les années 1870

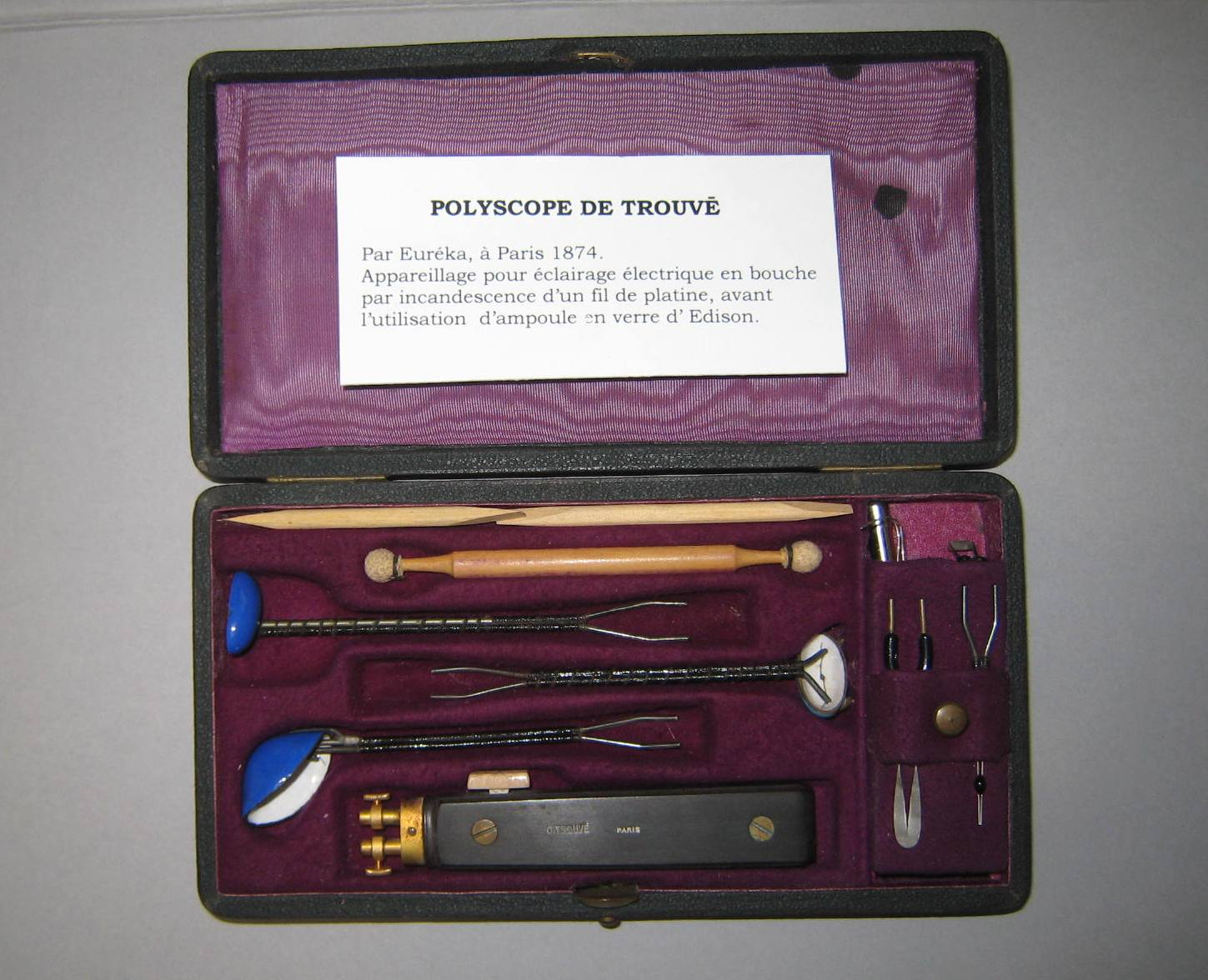
Polyscope de marque Euréka (1874), créé par Trouvé.

Gustave Trouvé participe à l'amélioration des systèmes de communication avec plusieurs innovations notables.
En 1872, il développe un télégraphe électrique militaire portatif dont la ligne auto-déroulante permet une communication rapide jusqu'à une distance d'un kilomètre, pour la transmission instantanée dans les deux sens des ordres et des rapports. En 1874, il développe un dispositif de localisation et d'extraction d'objets métalliques tels que des balles logées dans les corps des blessés, prototype du détecteur de métal d'aujourd'hui.
En 1878, il améliore l'intensité sonore du système de téléphone d'Alexander Graham Bell en y intégrant une double membrane et il invente un micro portable très sensible. La même année, en utilisant une batterie développé par Gaston Planté, et une petite lampe à incandescence dans le vide. Gustave Trouvé reçoit une médaille d'or lors de l'Exposition universelle de Paris en 1878 pour ses outils d'électrothérapie, dont le polyscope, premier prototype des endoscopes d'aujourd'hui.Trouvé sera bientôt connu et respecté pour son talent dans le domaine de la miniaturisation.

### Les années 1880

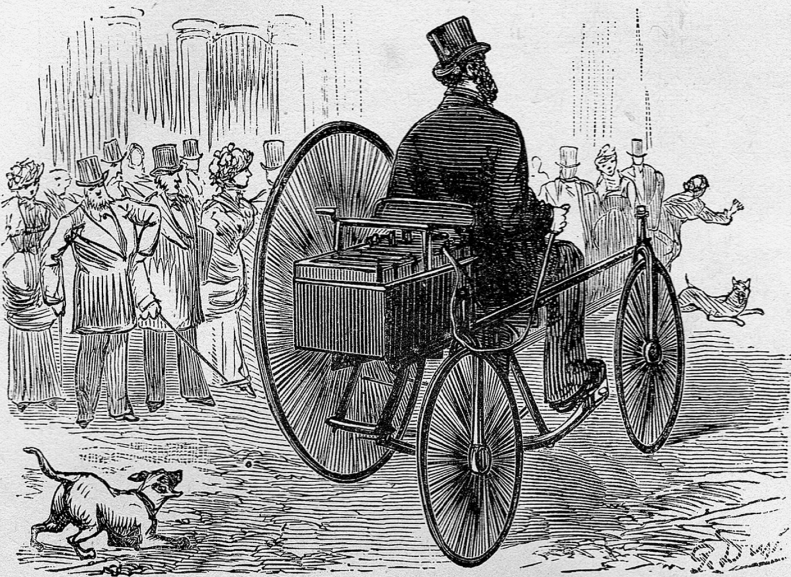
Le tricycle électrique de Gustave Trouvé, premier véhicule électrique de l'histoire qui fut exposé au public.

En 1880, Gustave Trouvé améliore l'efficacité d'un petit moteur électrique développé par Siemens. Il l'alimente avec un accumulateur récemment développé par Starley et le monte sur un tricycle anglais de marque Coventry (en) (Cycles Falcon (en)), inventant ainsi le premier véhicule électrique au monde,,.
Bien qu'il l'ait testé avec succès le 19 avril 1881 dans la rue de Valois dans le centre de Paris, Gustave Trouvé n'arrive pas à le faire breveter,. Il adapte donc rapidement son moteur à accumulateurs à la propulsion maritime. Pour faciliter le transport du système de propulsion maritime entre son atelier et la Seine, Gustave Trouvé le rend portatif et amovible, inventant ainsi le moteur de hors-bord. Le 26 mai 1881, le prototype de 5 m de long construit par Trouvé et baptisé « Le Téléphone » atteint une vitesse de 1 m/s (3,6 km/h) vers l'amont et 2,5 m/s (9 km/h) vers l'aval.
Gustave Trouvé expose son bateau (mais pas son tricycle) et ses instruments électro-médicaux à l'Exposition internationale d'Électricité de Paris en 1881 et y reçoit une médaille d'argent,, suivie peu de temps après par la Légion d'honneur,. Il miniaturise également son moteur électrique pour mouvoir un modèle réduit de dirigeable. Gustave Trouvé crée aussi son « Photophore », ou lampe frontale à batterie, qu'il développe pour un client, le Dr Paul Helot, oto-rhino-laryngologiste de Rouen. Le système d'éclairage portable de cet appareil libère les mouvements de la tête et rend disponibles les mains de son porteur. Un dossier de correspondance entre ces deux hommes permet de dater cette invention de 1883. Gustave Trouvé modifie ensuite leur lampe frontale à la fois pour une utilisation par les mineurs, les secouristes, et plus tard par les spéléologues. Mais il teinte aussi les ampoules avec des couleurs différentes, ce qui donne lieu à des bijoux de théâtre, utilisés avec grand effet par les troupes de ballet à Paris et dans toute l'Europe. Cette dernière application, connue sous le nom de « bijoux électriques lumineux », a été un précurseur des technologies portables d'aujourd'hui.
En 1884, Gustave Trouvé modifie un bateau électrique en le pourvoyant à la fois d'un klaxon électrique et d'une lampe frontale à l'étrave. C'est la première fois que de tels accessoires électriques sont montés appliqués simultanément à un mode de transport. Il développe ensuite une lampe de sécurité électrique portative. En 1887, Trouvé, qui fabrique sous sa propre marque Euréka (en grec : εὕρηκα = j'ai trouvé), met au point son auxanoscope, un projecteur électrique de diapositives destiné à être utilisé par des enseignants itinérants (1887).
Autour de la même période, Trouvé, un célibataire endurci indifférent à la commercialisation de ses inventions, convaincu que l'avenir appartient aux machines plus lourdes que l'air, fait voler un modèle électrique d'hélicoptère captif. Il construit ensuite un oiseau mécanique dont les ailes battent en utilisant une succession rapide et bruyante de cartouches d'armes à feu, ce qui lui permet de faire un vol de 80 mètres.
En 1889, il équipe également le fusil électrique à batterie, qu'il avait développé en 1866, avec une lampe frontale permettant la chasse nocturne. Il a également développé un système d'alarme électrique à batterie pour la pêche nocturne.

### Les années 1890

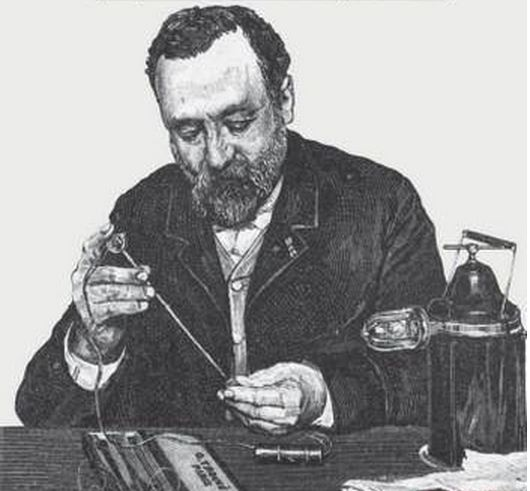
Gustave Trouvé au travail.

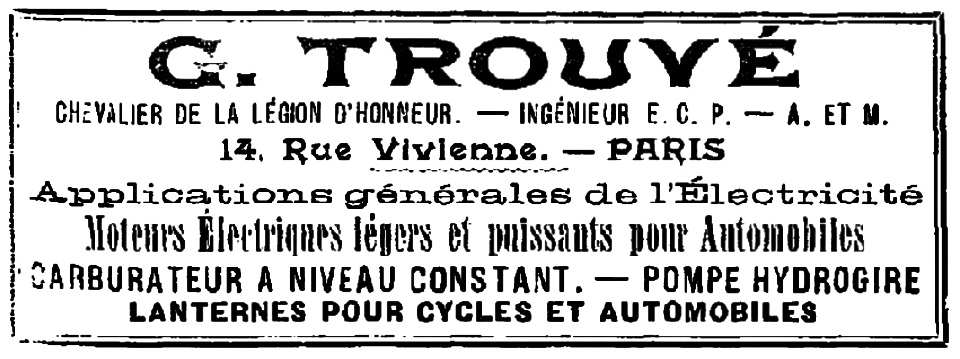
Gustave Trouvé (1900).

En 1891, Gustave Trouvé développe les fontaines multicolores électriques à usage domestique et extérieure. Voyant les limites de l'alimentation électrique sans le soutien fiable d'un réseau national, il s'intéresse en 1895 à la découverte récente de la lumière à acétylène et travaille à sa maîtrise pour un usage domestique. Parmi ses 75 innovations (voir ci-dessous), il a également développé une machine de massage électrique, un instrument de musique électrique à clavier basé sur la roue de Félix Savart, un gilet de sauvetage portable alimenté par batterie, un jet d'eau bateau propulsé et un vélo simplifié, ainsi que plusieurs jouets. 
En 1902, Gustave Trouvé travaille sur sa dernière innovation, un petit appareil portable qui utilise la lumière ultra-violette pour traiter les maladies de la peau, le prototype de la PUVA-thérapie, lorsqu'il se coupe accidentellement le pouce et l'index. Négligeant sa plaie, une septicémie se déclare qui nécessite des amputations à l'hôpital Saint-Louis de Paris. L'inventeur meurt le 27 juillet 1902 à l'hôpital Saint-Louis dans le 10e arrondissement de Paris, âgé de 63 ans,.
Un notaire est chargé de liquider son atelier et ses biens personnels. Gustave Trouvé  n'ayant pas d'héritier déclaré ni personne capable  d’entretenir sa mémoire, la carrière de cet inventeur sombre totalement dans l’oubli.

### Disparition et réhabilitation
Lorsque la concession de sa tombe dans le cimetière de sa ville natale de La Haye-Descartes arrive à échéance, les restes de Gustave Trouvé sont jetés dans la fosse commune.
Ses archives ont été détruites en février 1980 à la suite de l'incendie accidentel de la mairie. En 2012, à la suite d’une biographie de l'historien des transports anglais Kevin Desmond, une plaque commémorative est dévoilée sur le site de sa ville natale. Le 15 octobre 2016, une deuxième plaque est dévoilée sur le mur extérieur de son ancien atelier, 14 rue Vivienne, dans le 2e arrondissement de Paris par Kevin Desmond et Jacques Boutault, maire de l'arrondissement.
Une exposition célébrant le 180e anniversaire de sa naissance, intitulée « Gustave Trouvé, le De Vinci du XIXe siècle », a eu lieu à son lieu de naissance à La Haye-Descartes, en France, au mois de mai 2019. Seize de ses instruments originaux ont été rassemblés, des voitures électriques, des bateaux, des drones et des vélos modernes ont été rassemblés en son honneur. l'espace muséal Gustave Trouvé à Descartes est ouvert le 15 mai 2024.

## Inventions et innovations
- 1864 : Moteur électro-sphérique à tube de Geissler
- 1865 : Batterie étanche lilliputienne
- 1865 : Appareil électro-médical
- 1865 : Bijoux électro-mobiles
- 1865 : Gyroscope électrique
- 1866 : Fusil électrique
- 1867 : Trousse électro-médicale
- 1869 : Pantoscope à combustible liquide
- 1870 : Dispositif imitant le vol des oiseaux
- 1872 : Télégraphe militaire portable
- 1873 : Batterie au bichromate améliorée
- 1874 : Explorateur-extracteur de balles
- 1875 : Almanach ou calendrier électrique
- 1875 : Machine dynamo-électrique portable
- 1875 : Combinaison spatiale à oxygène pour les aérostiers
- 1877 : Simulation de la contraction musculaire
- 1877 : Presse-papier électrique
- 1878 : Polyscopes exploratoires pour les cavités du corps humain
- 1878 : Téléphones et amélioration du microphone
- 1880 : Moteur Siemens amélioré
- 1881 : Fabrication d'aimants
- 1881 : Bijoux électriques lumineux
- 1881 : Bateau électrique
- 1881 : Fraise dentaire miniaturisée
- 1881 : Moteur à propulsion marine amovible
- 1881 : Tricycle électrique
- 1883 : Lampe frontale Trouvé-Helot
- 1883 : Phare de véhicule électrique
- 1884 : Lampe de sécurité électrique
- 1885 : Appareils électriques pour l'éclairage dans les laboratoires de physiologie et de chimie
- 1885 : Éclairage sous-marin utilisé pendant le canal de Suez
- 1886 : Nouveau système pour la construction des hélices
- 1886 : Sirène électrique comme un signal d'alarme
- 1887 : Hélicoptère électrique captif
- 1887 : Auxanoscope électrique (projecteur d'image)
- 1889 : Compteur d'électricité
- 1889 : Dynamo démonstrateur électrique
- 1889 : Améliorations apportées à la carabine électrique
- 1889 : Système de transport pour grandes plaques de verre
- 1890 : Dynamomètre universel
- 1890 : Éclairage électrique pour les voitures hippomobiles
- 1890 : Orygmatoscope électrique pour l'inspection des couches géologiques
- 1890 : Lampadaire électro-pneumatique mobile et plus léger
- 1891 : Deuxième oiseau mécanique
- 1891 : Amélioration de fontaines lumineuses électriques
- 1892 : Mécanisme de déclenchement électrique pour photographie en accéléré (chronophotographie)
- 1892 : Dynamomètre médical
- 1892 : Appareil de massage électrique pour une hernie
- 1893 : Système industriel électrique de ventilation
- 1894 : Système automatique pour la pêche de nuit
- 1894 : Lance étourdissante électrique pour la chasse
- 1894 : Ceinture lumineuse de bijoux électriques
- 1894 : Clavier électrique basé sur la roue de Savart
- 1894 : Corde à sauter électro-lumineuse
- 1895 : Éclairage à acétylène domestique
- 1895 : Moteur électrique universel CA/CD
- 1895 : Amélioration du vélo
- 1895 : Machine de massage hybride électrique
- 1897 : Dispositif d'embouteillage automatique de l'acétylène
- 1897 : Dispositif pour récipients à acétylène hermétiquement étanche
- 1897 : Moulin à vent jouet pour chapeaux et cannes
- 1898 : Pompe giratoire industrielle, multi-tâche manuelle ou électrique
- 1899 : Carburateur pour des moteurs à combustion interne
- 1900 : Gilet de sauvetage électrique
- 1901 : Jumelles de la Marine
- 1901 : Appareils de photothérapie
- 1902 : Fusil harpon jouet à ressort
- 1902 : Propulsion par l'acétylène d'un modèle réduit de bateau ou sous-marin

Quelques photos intérieures d'inventions de Gustave Trouvé
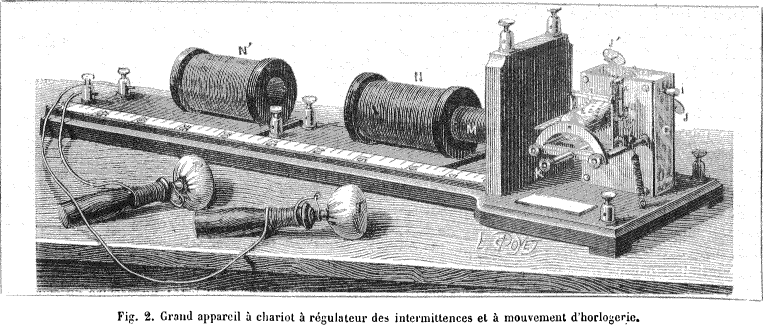
Appareil à chariot
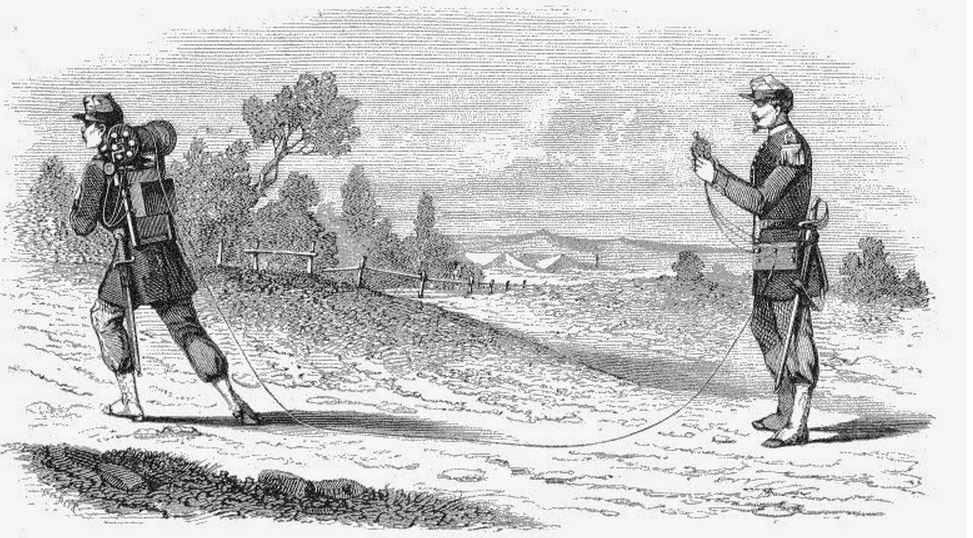
Système de télégraphie militaire
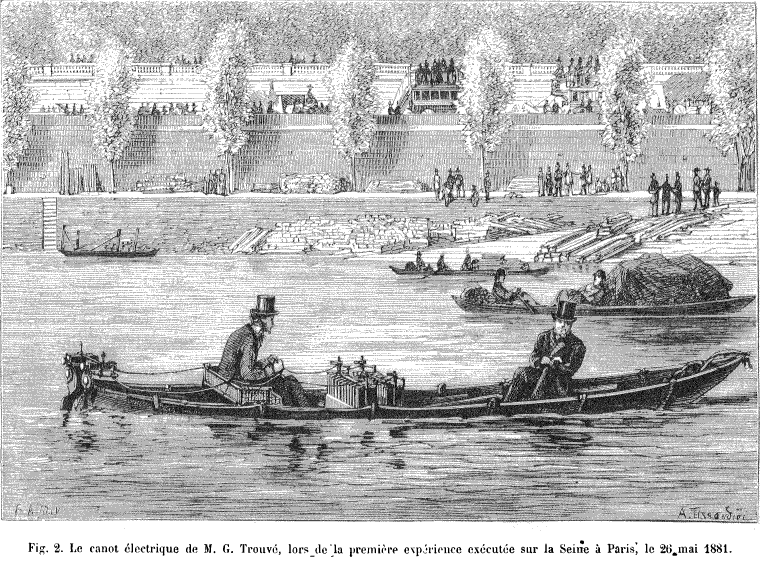
Canot électrique
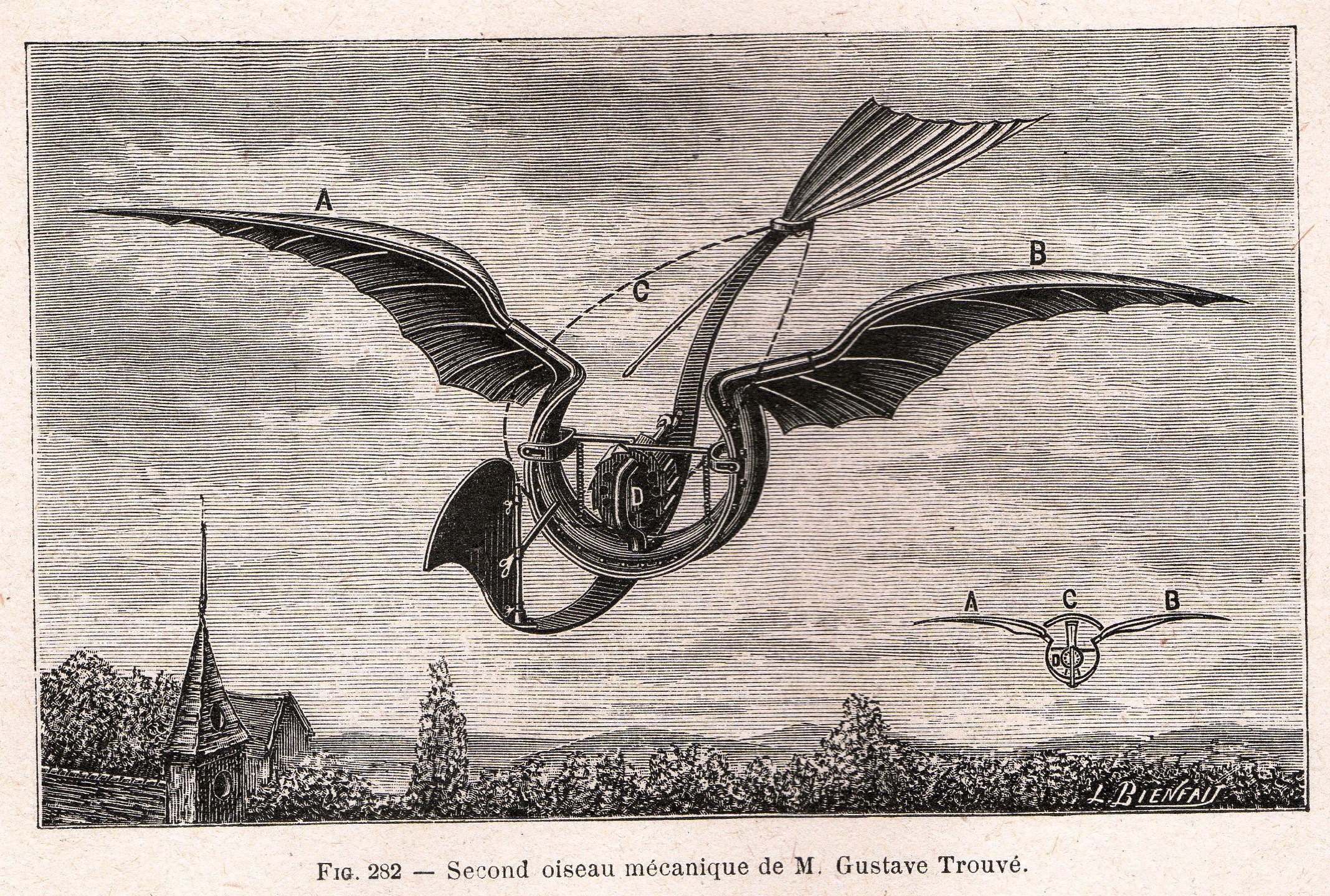
Oiseau mécanique